# Gouren

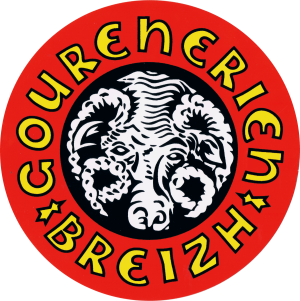
Logo

Gouren oder bretonisches Ringen ist eine Variante des Ringens. Gouren wird vor allem in der Bretagne praktiziert, aber auch in Cornwall, in Schottland und vereinzelt in New Orleans im Süden der USA, wo eine Gouren-Schule gegründet wurde. Gouren gehört zum immateriellen Kulturerbe Frankreichs.

## Geschichte

### Ursprünge
Ringen wurde von den meisten europäischen Armeen vor der Einführung von Feuerwaffen als Kampftechnik eingesetzt. Als die bretonischen Einwanderer im 4. Jahrhundert in großer Zahl nach Aremorica kamen, brachten sie wahrscheinlich Kampftechniken mit, aus denen sich zusammen mit anderen lokalen Kampftechniken gegen Ende des Mittelalters allmählich das Gouren entwickelte. Obwohl es ursprünglich vor allem vom Adel und den gens-d'armes, Angehörigen der schweren Reiterei, die zur Leibwache des Königs gehörten, wurde das Gouren vor allem nach der Renaissance und dem Aufkommen der Feuerwaffen vom einfachen Volk als beliebte Freizeitbeschäftigung übernommen. Viele Angehörige des niederen Adels zeichneten sich in dieser Kunst aus und kämpften auch mit Bauern oder Müllern. Die Organisation oblag im Allgemeinen der Genehmigung des Feudalherrn, und die adeligen Ursprünge blieben in den Aiguillettes, Handschuhen und Pourpoints und den Trophäen sichtbar, die den Siegern bis in die Zeit der Französischen Revolution verliehen wurden.
Ein Bericht von Ambroise Paré beschreibt das bretonische Ringen im Jahr 1543, wie es in der westlichen Bretagne praktiziert wurde.

### Im 19. Jahrhundert

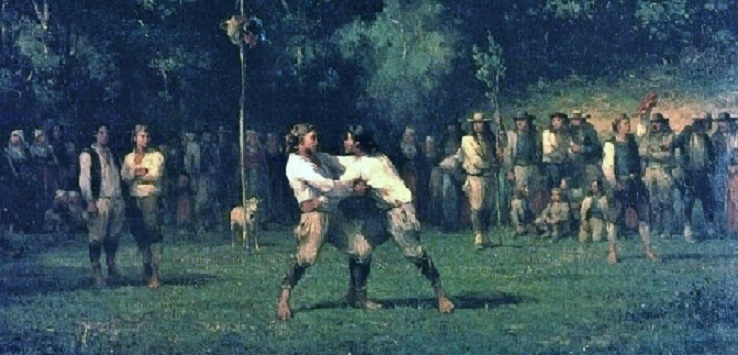
Adolphe Leleux : Jour de fête en Cornouaille [Lutteurs de Basse-Bretagne] (1864). Musée des Beaux-Arts, Quimper

Im 19. Jahrhundert organisierten die Gemeindebehörden entsprechende Turniere, oft zum Nationalfeiertag, um zu zeigen, dass eine neue Behörde im Amt war, aber auch im Rahmen offizieller oder kirchlicher Gemeindefeste. Auch die Bevölkerung der Landgemeinden organisierte im Zusammenhang mit traditionellen Wallfahrten lokale Turniere. Gouren war damals der einzige Sport, der auf dem Lande ausgeübt wurde und diente dem Prestige und Identitätsfestigung der einzelnen Gemeinden.
Die bretonischen Kämpfe, die 1898 in Scaër organisiert wurden, werden in einem Artikel in der Zeitschrift A travers le monde beschrieben:
„Auf der Straße von Rosporden, auf der sich eine Staubwolke aufwirbelt, ist eine große Zahl Bauern und Bäuerinnen auf dem Weg zum Fest. [...] Die Hauptstraße im Dorf ist noch dichter bevölkert. [...] Die Tänze haben bereits auf der Straße begonnen, die jedoch immer wieder durch die Drängeleien der Ankömmlinge gestört werden. Zwei Gaukler haben vor ihren Buden, in denen der Cidre in Strömen fließt, Spielleute auf einem Podest aufgestellt. Auf jeder Plattform stehen zwei, einer spielt den Binioù, der andere die Bombarde. [...] Um vier Uhr versammeln sich alle auf der großen Wiese, auf der die Kämpfe stattfinden sollen. [...] Die Jury, die sich aus den Ältesten des Ortes, Experten in der Kunst des Ringens und einigen führenden Persönlichkeiten zusammensetzt, wird vom stellvertretenden Bezirksvorsitzenden präsidiert. Überall auf der Wiese, auf Holzbänken sitzend oder stehend, hat sich die Menge geordnet versammelt. [...] Die Kämpfe beginnen, gekämpft wird mit der flachen Hand, mit der Erlaubnis, den Croc-en-Jambe anzuwenden [...] Die meisten Wettkämpfer sind sehr jung, zwischen achtzehn und zwanzig Jahre alt, sogar Kinder von fünfzehn Jahren sind dabei. Sie ziehen ihre Jacken, ihre Westen und ihre Hosen aus. Barfuß, bekleidet mit Hemd und Unterhose, tasten sie sich gegenseitig ab, packen sich an den Achseln und versuchen, den Gegner durch Geschicklichkeit oder Finten zu Fall zu bringen. Da die Gegner oft gleich stark sind, dauert der Kampf lange, und die Hemden werden trotz des dicken Bauernstoffs, aus dem sie gefertigt sind, auf eine harte Probe gestellt. Im Moment des Sturzes dreht sich der Unterlegene wendig wie ein Aal auf die Seite; wenn seine Schultern den Boden nicht berührt haben, muss er wieder aufstehen [...]“

### Im 20. Jahrhundert

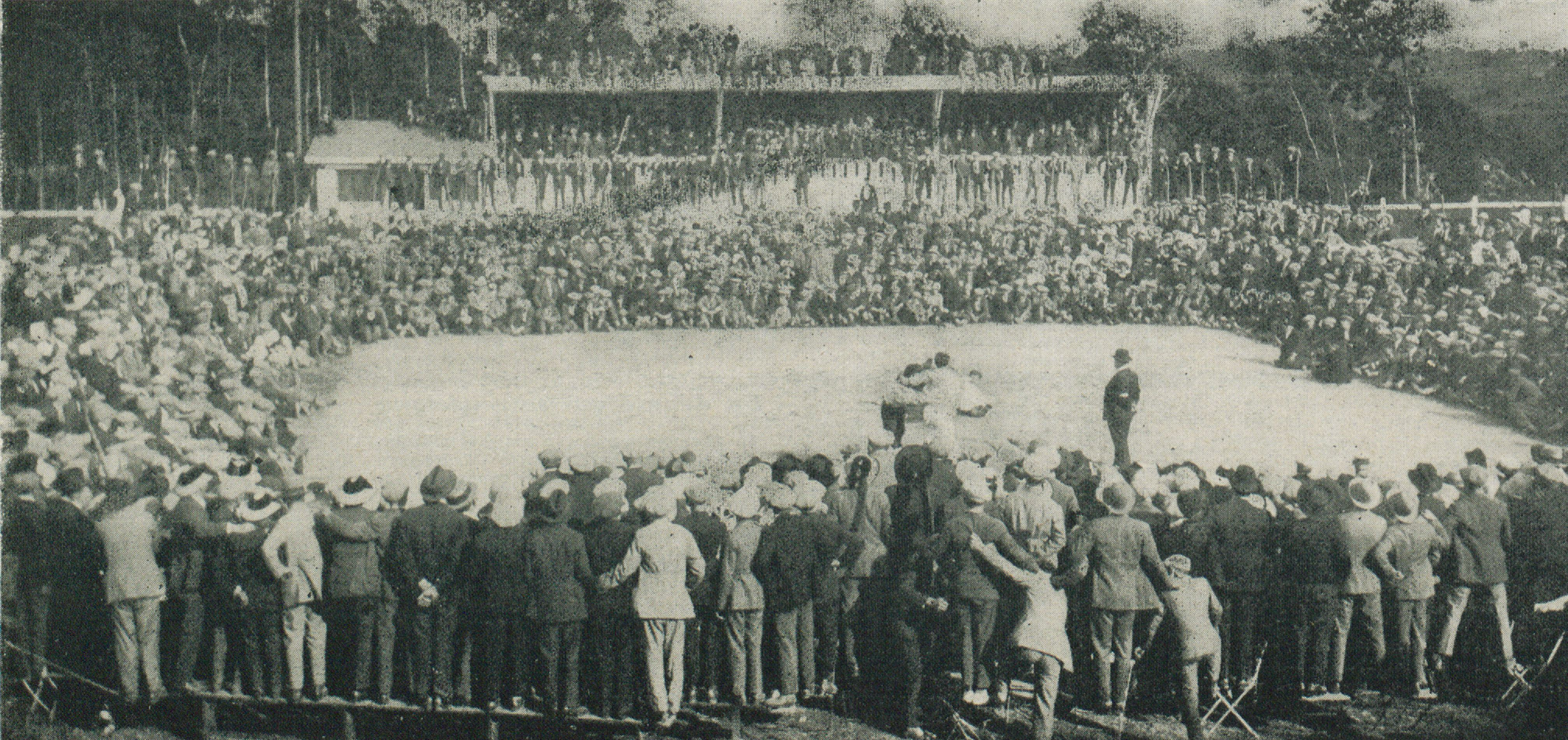
1928 in Quimperlé organisiertes Turnier mit 6000 Zuschauern

Zu Beginn des 20. Jahrhunderts war das Gouren in der westlichen Bretagne noch sehr beliebt und wurde vor allem bei den Patronatsfesten ausgetragen, wurde aber im Laufe der Zeit durch neue Sportarten wie Fußball und Radsport verdrängt.
Nach dem Ersten Weltkrieg gab es Bemühungen, den traditionellen Sport und die Identität der Bretagne wiederzubeleben durch Charles Cotonnec und sein Team. Die Initiatoren erneuerten die Regeln, schufen Gewichtsklassen und begrenzten die Kampfzeit. Nach der Gründung des ersten Verbandes, der FALSAB (Fédération des Amis des Luttes et Sports Athlétiques Bretons), aus dem der heutige Gourenverband hervorgegangen ist, wurde das Regelwerk kodifiziert. Jedem Turnier geht ein „Treueeid“ voraus als Element der Rituale, das mit den Gouren verbunden sind, wie z. B. die Umarmung und der Dornad (Händedruck), die den Treuevertrag besiegeln.
Heute wird das Gouren von einem Sportverband organisiert und in der Halle ausgetragen, wobei eine mit der regionalen Kultur verbundene Praxis beibehalten wird. Zahlreiche Vereine (die skolioù gouren) empfangen fast zweitausend Sportler, zum Beispiel in Berrien oder im Pays fouesnantais. 1985 wurde ein internationaler Verband für keltisches Wrestling (FILC) gegründet, der zunächst die Verbände der sogenannten „keltischen“ Länder (Schottland, Wales, Cornwall, Cumbria), dann nach und nach auch andere Verbände, die traditionelles Wrestling in Westeuropa praktizieren, zusammenführte. Die Europameisterschaften werden seit 1991 jedes Jahr veranstaltet. Ein Zeichen für die Wiederbelebung des Gourens ist, dass es seit 1998 zu den Wahlfächern des bretonischen Baccalauréat gehört.
Das Gouren ist bis heute lebendig geblieben. So kann man es im Sommer bei zahlreichen Wettbewerben auf Sägmehlplätzen unter freiem Himmel bei Festen und Feiern zusammen mit bretonischer Musik und Tanz sehen.
Das Gouren zählt zum immateriellen Kulturerbe Frankreichs.

## Das Mod-Kozh-Turnier
Das Mod-kozh-Turnier (bretonisch für „auf die alte Art und Weise“) wird in zwei Gewichtsklassen durch Herausforderung ausgetragen: Ein Ringer nimmt die Trophäe und fordert die anderen Teilnehmer heraus, indem er die Kampffläche umrundet, wobei es jedem freisteht, die Herausforderung anzunehmen, indem er ihm auf die Schulter klopft oder ihn mit chomed o sav! („Bleib auf!“) anspricht.
Um die Turniertrophäe zu gewinnen, müssen die Teilnehmer drei Kämpfe hintereinander gewinnen. Mit dem System der Skolioù (Ringerschulen) nimmt das Turnier eine strategische Wendung, da zwei Ringer desselben Vereins nicht aufeinander treffen (sich gegenseitig herausfordern) können und es daher notwendig ist, den guten Ringer zum richtigen Zeitpunkt herauszufordern, ohne sich zu sehr zu verausgaben, um 3 Kämpfe hintereinander gewinnen zu können.
Der Sieger nimmt den Maout (Schafbock) und dreht eine Ehrenrunde mit dem Tier auf den Schultern.

## Kleidung

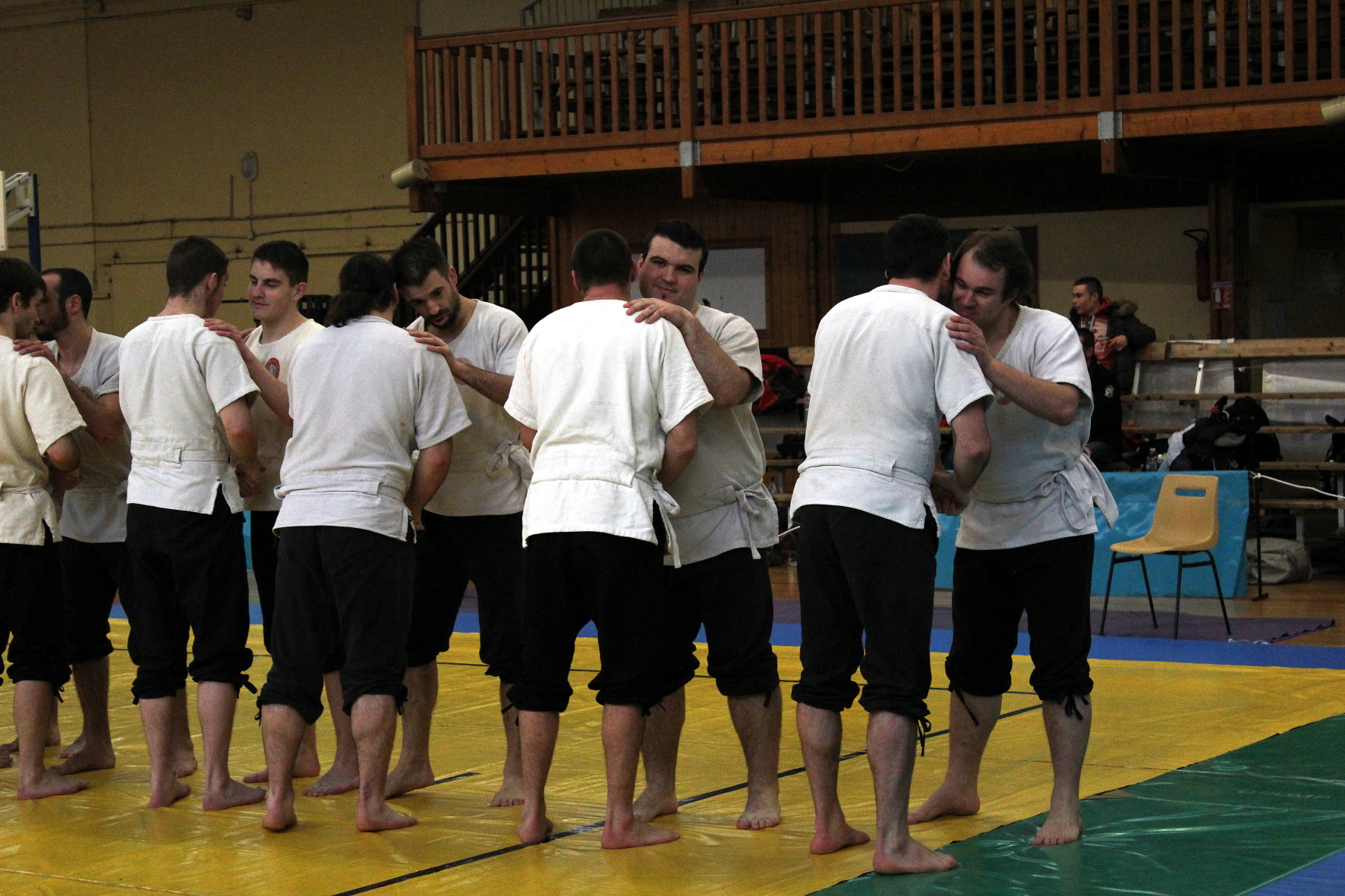
Gouren-Mannschaften bei der accolade (Umarmung) zu Beginn eines Turniers; Brest, 2016

Der Ringer muss barfuß sein. Der Kampfanzug besteht aus:
- Bragoù: in der Regel eine schwarze, mittellange Hose, deren Beine knapp unterhalb des Knies enden
- Roched: weiße, robuste und verstärkte Weste aus festem Leinen mit kurzen Ärmeln
- ein Tunnelgürtel hält das Roched fest am Körper

Auf dem Anzug ist keine Werbung erlaubt mit Ausnahme eines Abzeichens in der Farbe, die die jeweilige technische Niveauklasse des Kämpfers symbolisiert.

## Wettkampfregeln
Der Gourenkampf wird von 3 gleichberechtigten Kampfrichtern geleitet. Die Beschlüsse werden mit der Mehrheit der Stimmen gefasst.
Die möglichen Folgen eines Sturzes sind (in absteigender Reihenfolge):
- Lamm: Es ist das perfekte Ergebnis im Gouren (das Äquivalent von Ippon im Judo oder technischem KO im Boxen). Es gibt den unmittelbaren Sieg des Kampfes. Es handelt sich um einen Sturz auf den Rücken, bei dem beide Schulterblätter gleichzeitig den Boden berühren, bevor ein anderer Teil des Körpers oder der Körper des Gegners getroffen wird;
- Kostin: Es handelt sich um ein lammnahes Ergebnis, einen Sturz auf den Rücken, bei dem nur ein Schulterblatt berührt wird (zum Beispiel);
- Kein: Es ist ein Vorteil, der am Ende der Verlängerung gezählt wird. Es handelt sich um einen Sturz auf den unteren Rücken oder auf den Rücken und das Gesäß;
- Netra (bretonisch für „nichts“): es ist ein Sturz ohne Ergebnis.

Dazu werden auch die Fouls gezählt:
Ein Foul steht im Zusammenhang mit ungerechtfertigtem aggressivem Verhalten (verbal oder körperlich), einer für den Gegner gefährlichen Aktion oder einer Kampfverweigerung durch übertrieben langes Verharren in einer Verteidigungsposition. Im Falle eines Wurfes wird der Ringer, der zuerst seinen Arm auf den Boden wirft, um das Ergebnis zu vermeiden, als Kampfverweigerer betrachtet.
- Diwall (bretonisch = Vorsicht): Dies ist eine Verwarnung, die für einen Fehler ausgesprochen wird, bevor der Ringer von einem Fazi sanktioniert wird. Sie hat keinen Einfluss auf den Ausgang des Kampfes;
- Fazi: Es ist die Folge eines Fehlers des Ringers. 3 Fazis ergeben einen Divrud;
- Poent: Erhalten, wenn der Gegner 2 Fazis angesammelt hat. Er ist gleichwertig mit einem Kostin, außer bei einem perfekten Gleichstand zwischen den beiden Ringern, wo er überlegen ist;
- Fazi Vraz: Es handelt sich um eine Disqualifikation für den Kampf, die wegen der Ansammlung von 3 Fazis ausgesprochen wird;
- Divrud: Es handelt sich um eine Disqualifikation für den Wettbewerb, die wegen eines schweren Fehlers (Beleidigung, respektloses Verhalten) ausgesprochen wird.

Die Dauer eines Kampfes hängt von der Altersklasse und der Art des Wettkampfes ab.
- Jugendliche: 3 Minuten
- Minimen: 4 Minuten
- Kadetten, Junioren und Senioren: 5 Minuten
- Junioren in der Meisterschaft: 6 Minuten
- Senioren in der Meisterschaft: 7 Minuten
- Die weiblichen Benjamines und Minimes ringen 3 Minuten lang, die Kadetten, Junioren und Senioren 4 Minuten

Eine Verlängerung ist möglich, wenn am Ende der regulären Zeit kein gewinnbares Ergebnis erzielt wird; die Verlängerung entspricht der Hälfte der Kampfzeit.

## Europäische Meisterschaft im keltischen Ringen

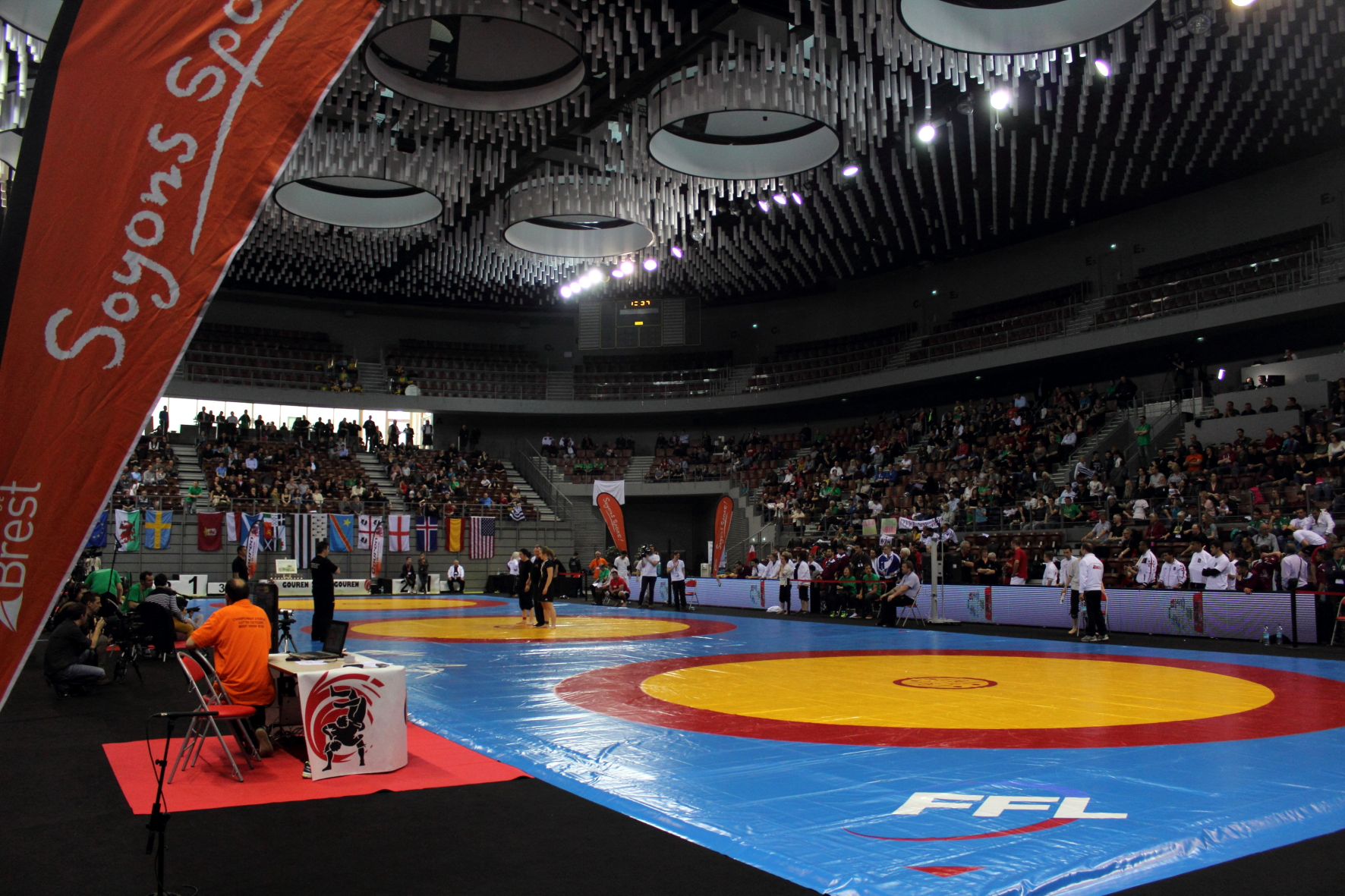
Les championnats 2016 ont lieu dans la salle Arena de Brest.

Gouren ist nicht auf die regionale Ebene beschränkt, sondern wird auch auf internationaler Ebene praktiziert. Der Gourenverband ist Teil der FILC (Fédération Internationale des Luttes Celtiques), einer 1985 in Cardiff gegründeten Föderation, symbolisch in den Räumen des Vereins zur Förderung der walisischen Sprache „Urdd Gobaith Cymru“. Neben der Bretagne gehören 11 weitere Länder oder Regionen dem IFCL an: Österreich (Salzburg), Schottland, Cumbria (England), Irland, Island, Spanisch-León, Spanisch-Kantabrien, Kanarische Inseln, Schweden, Niederlande und Sardinien. Alle diese Nationen haben einen traditionellen Ringkampf. Das Hauptziel der FILC ist nicht die Organisation von internationalen Meisterschaften, sondern die Unterstützung der Mitgliedsverbände bei der Entwicklung ihrer Stile und die Förderung des sportlichen und freundschaftlichen Austauschs zwischen den europäischen Ringern.
Die Europameisterschaften im keltischen Ringen werden alle ein bis zwei Jahre veranstaltet. Der Schwerpunkt liegt auf dem Mannschaftssieg. Traditionelle Sportarten, die auf hohem Niveau betrieben werden: Einige Delegationen umfassen professionelle Ringer! In der International Federation of Celtic Wrestling zusammengeschlossen. Brest (Frankreich) organisierte 2016 die 30. Jubiläums-Meisterschaft des FILC (Ringen in den Disziplinen Gouren und back-hold).
Im Jahr 2017 wurden die Senioren-Europameisterschaften in Österreich ausgetragen, während 2019 Island die Organisation des internationalen Wettbewerbs übernommen hat.
2018 wurden die U23-Europameisterschaften in Penrith, England, ausgetragen.